# Còdex Nova N 176
El Còdex Nova N 176 és un còdex manuscrit encara no desxifrat, que es conserva en l'Institut de Manuscrits Orientals (IOM) de l'Acadèmia Russa de Ciències de Sant Petersburg, a Rússia. El manuscrit, de procedència incerta, entrà a formar part de la col·lecció del OIM el 1954, i durant més de cinquanta anys ningú pogué identificar amb certesa en quin idioma o escriptura s'havia gravat el manuscrit. No fou fins al 2010 que l'investigador de la OIM Viacheslav Zaytsev pogué demostrar que el manuscrit estava en escriptura kitan gran, un dels dos sistemes d'escriptura en gran part no desxifrats utilitzats per a l'ara extinta llengua kitan durant els segles X-XII pel poble khitan, que fundà l'Imperi Liao al nord-est de la Xina.

## Descripció
El manuscrit es troba en el fons Nova de manuscrits xinesos del IOM (núm. de classificació N 176, núm. d'inventari 1055) i consta de nou quadernets cosits, un quadernet solt i set folis solts, en total 63½ folis (127 fulls), juntament amb un tros de funda de tela amb caràcters kitan. El còdex té una enquadernació de cuir marró de tipus islàmic, que no se sap si n'és l'original.
Cada pàgina del manuscrit té sis columnes de text ratllades, i cada columna comprén entre 17 i 26 caràcters fets amb tinta i lletra cursiva. La major part del text sembla fet per una sola mà.

## Història
La ubicació més antiga coneguda per al manuscrit fou l'Institut de Llengua, Literatura i Història de la Branca Kirguisa de l'Acadèmia de Ciències Soviètica. En data desconeguda (1954 o abans), el manuscrit fou enviat des de l'institut de Kirguizstan a l'Institut d'Estudis Orientals (IOS) de Moscou per a identificar-lo i desxifrar-lo; i al novembre del 1954, l'enviaren des de Moscou al Departament de Manuscrits Orientals del IOS (més tard Institut de Manuscrits Orientals) a Leningrad, on ha romàs des de llavors fins ara.
No se sap pas on es trobà exactament el manuscrit, però Kirguizstan és dins l'àrea del Kara-Khitai (també conegut com a Liao Occidental), fundat pels khitan després de la caiguda de l'Imperi Liao pels jurtxets, per la qual cosa Zaytsev suggereix que el llibre degué provenir d'un indret de Liao Occidental. A més a més, com els kara-khitai encara empraven l'escriptura kitan, és possible que el llibre haja estat escrit durant el període Liao Occidental (1124-1218) en comptes de ser una relíquia de la dinastia Liao portada a l'oest amb els khitan que fugien. Zaytsev assenyala la possibilitat que el llibre fos descobert durant les excavacions de la ciutat de Suyab en la Ruta de la Seda (l'actual Ak-Beshim del districte de Chuy de Kirguizstan) durant el 1953-1954.
El manuscrit es va catalogar en la col·lecció del IOM com un manuscrit escrit en llengua jurtxet, i el consens general dels pocs historiadors que van poder examinar-lo era que probablement estava escrit en escriptura jurtxet. Malgrat la probable importància d'aquest manuscrit, no se'n publicà cap recerca fins al 2010, quan Zaytsev presentà les seues troballes sobre el llenguatge i l'escriptura del manuscrit en la sessió científica anual del IOM.

## Contingut
El 2015, Zaytsev sostenia que el manuscrit constava de vuit textos escrits per diferents escribes, el més extens dels quals és un text històric que s'autodenomina “Registre dels kagan del Gran Estat Central *hulʤi Khitan”. L'identifica amb un text perdut de Liao esmentat en documents xinesos. Ara el manuscrit està en la major part sense desxifrar i es desconeix el contingut dels altres textos. Hi ha diferències significatives en el vocabulari entre el manuscrit i les inscripcions commemoratives conegudes.

## Desxifrat
Llegir el manuscrit és un repte, perquè no sols l'escriptura kitan gran està pràcticament sense desxifrar, sinó que el text del manuscrit és escrit en un estil de lletres cursives no documentat pas abans, i això fa difícil fer coincidir els caràcters com estan escrits en el manuscrit amb les formes de caràcters d'inscripcions monumentals. Fins hui, sols s'han identificat i llegit alguns caràcters kitan individuals (com ara, "estat" i "emperador") i dos petits trams de text que corresponen al que s'ha trobat en inscripcions monumentals en escriptura kitan gran. Zaytsev identificà vuit caràcters a la fi de la cinquena columna del full 9 com la data "Chongxi, any 14, segon mes", i set caràcters a l'inici de la sisena columna del mateix full com a "Gran Estat Central [?] de Khitan". Els caràcters que signifiquen "Gran Estat Central [?] de Khitan" són els mateixos que els primers set caràcters del Memorial de la Princesa de Yongning Commandery (xinés: 永寧郡公主), datat del 1087. El nom de l'era Chongxi està documentat en pedres commemoratives amb escriptura kitan gran, i l'any 14 de l'era Chongxi és l'any 15 del regnat de l'emperador Xingzong de Liao, que correspon al 1045, i açò vol dir que el manuscrit no pot pas ser anterior a l'any 1045.

## Rellevància
Es coneix una quantitat prou gran d'inscripcions escrites tant en escriptura kitan gran com en escriptura kitan petita, però no s'han preservat pas llibres impresos en cap de les dues escriptures, ni glossaris xinesos de la llengua kitan. Fins fa poc, els únics exemples coneguts de text kitan no inscrits en pedra o en objectes portàtils eren cinc caràcters d'escriptura kitan gran registrats per Wang Yi, 王易, que fou enviat als khitan el 1058, i que es reprodueixen en un llibre del segle XIV sobre cal·ligrafia, escrit per Tao Zongyi, 陶宗儀. El 2002, s'identificà en la col·lecció de l'Acadèmia de Ciències i Humanitats de Berlín-Brandenburg un fragment d'un manuscrit khitan amb set caràcters de kitan gran i glosses interlineals en uigur antic. El Còdex Nova N 176 és, doncs, l'únic exemple conegut d'un text manuscrit complet escrit en llengua kitan (en qualsevol de les dues variants kitan) que ens ha arribat fins als nostres dies.
Aquest no sols és l'únic text manuscrit complet en kitan que s'ha descobert, sinó que és, amb molt, l'exemple més extens de qualsevol text escrit en escriptura kitan gran. Té una longitud d'uns 15.000 caràcters (20 caràcters × 6 columnes × 127 pàgines): equivalent a la de tot el corpus d'inscripcions monumentals conegudes escrites en escriptura kitan gran (15.000 caràcters calculats per Wu i Janhunen).